# Olof Rubenson
Sigurd Olof Rubenson, född 28 maj 1869 i Stockholm, död 5 april 1909 i Danderyds församling. Signaturer: -of och Olof R-n samt pseudonymen Professor Ello. 

## Biografi
Olof Rubenson kom från den judiska släkten Rubenson. Han avlade studentexamen 1886 och verkade från 1991 som tidningsman. Han var medförfattare till Svenskt biografiskt handlexikon.